# Prabis
Prabis – miasto w Gwinei Bissau, w regionie Biombo.